# SV Darmstadt 98/Saison 2021/22
Die Saison 2021/22 des SV Darmstadt 98 war die 124. Saison in der Vereinsgeschichte. In dieser Zweitligasaison 2021/22 traten die Lilien zum fünften Mal in Folge in der 2. Bundesliga sowie im DFB-Pokal 2021/22 an.
Unter Cheftrainer Torsten Lieberknecht erreichte Darmstadt am Ende der Saison den 4. Tabellenplatz und schied in der 1. Runde des DFB-Pokals aus.
Aufgrund der COVID-19-Pandemie schwankte noch immer die maximale Zuschauerkapazität pro Spiel teils stark. Gleichwohl dies für alle Vereine auch in der Liga finanzielle Einbuße zufolge hatte, konnten beim SV Darmstadt 98 immerhin die Umbaumaßnahmen und Modernisierungsarbeiten am Merck-Stadion am Böllenfalltor reibungsloser vorangetrieben werden.

## Verlauf der Saison

### Personalveränderungen und Saisonvorbereitung
Nachdem Markus Anfang nach dem Ende der Saison 2020/21 zu Werder Bremen gewechselt war, wurde Torsten Lieberknecht als neuer Cheftrainer vorgestellt und unterschrieb einen Vertrag bis 2023. Ovid Hajou wurde als neuer Co-Trainer vorgestellt, weil Florian Junge mit Anfang zu Bremen gewechselt war. Zudem waren die Leihspieler Samuele Campo (FC Basel), Lars Lukas Mai (FC Bayern München) und Nicolai Rapp (1. FC Union Berlin) zu ihren Vereinen zurückgekehrt. Die Verträge von Christian Clemens, Serdar Dursun, Patrick Herrmann, Immanuel Höhn, Carl Klaus, Felix Platte, Florian Stritzel, Alexander Vogler und Silas Zehnder waren zuvor ausgelaufen, weshalb auch diese den Verein verließen. Jugendspieler Henry Crosthwaite wurde an den FC Rot-Weiß Koblenz verliehen und Victor Pálsson an den FC Schalke 04 verkauft. Mathias Wittek hatte seinen Vertrag, der noch ein Jahr lief, aufgrund gesundheitlicher Problemen aufgelöst. Als Neuzugänge wurden Morten Behrens (1. FC Magdeburg), Nemanja Celic (WSG Tirol), Emir Karic (SCR Altach), Steve Kroll (SpVgg Unterhaching), Jannik Müller (DAC Dunajská Streda), Frank Ronstadt (Würzburger Kickers), Lasse Sobiech (1. FC Köln) und Phillip Tietz (SV Wehen Wiesbaden) vorgestellt. Zudem kehrten die verliehenen Spieler Braydon Manu (Hallescher FC) und Leon Müller (TuS Rot-Weiß Koblenz) von ihren Leihen zurück. Ebenfalls wurden Benjamin Goller von Werder Bremen und Luca Pfeiffer vom FC Midtjylland für ein Jahr an die Lilien verliehen. Der Jugendspieler John Sesay unterschrieb seinen ersten Profivertrag, nachdem er bereits in der Vorsaison mehrfach Teil des Spieltagkaders war. Die Jugendspieler Clemens Riedel und Antonis Makatounakis wurden ebenfalls Teil des Profikaders für die Saison.
Fabian Holland blieb Kapitän der Mannschaft. Zudem wurde Tobias Kempe zum Stellvertreter ernannt. Neben Kempe und Holland wurden Lasse Sobiech, Erich Berko und Marcel Schuhen Teil des Mannschaftsrats. In den Testspielen vor Saisonbeginn gegen Swift Hesperingen (1:0), SV Waldhof Mannheim (1:2), VfB Stuttgart (1:1) und den 1. FC Köln II (4:2) blieb die Mannschaft ungeschlagen.

### Hinrunde
Drei Tage vor dem Spiel gegen den SSV Jahn Regensburg wurden die Spieler Patric Pfeiffer, Frank Ronstadt und Braydon Manu positiv auf das Coronavirus getestet. Ebenfalls wurde eine Quarantäne für ungeimpften und nicht genesenen Spieler angeordnet. Das erste Saisonspiel wurde am 100. Geburtstag des Stadions am Böllenfalltor ausgetragen und endete mit einer 0:2-Niederlage gegen Regensburg. Das erste Auswärtsspiel der Saison endete mit einer 3:0-Niederlage. Dabei gab Philipp Sonn sein Profidebüt und wurde im Alter von 16 Jahren, 10 Monaten und 19 Tagen der jüngste Spieler der 2. Bundesliga aller Zeiten. Bereits in der 1. Runde des DFB-Pokals schied der Verein gegen den TSV 1860 München im Elfmeterschießen aus. In der normalen Spielzeit traf Luca Pfeiffer zum 1:1 in der 80. Spielminute. Der erste Elfmeter von Patric Pfeiffer wurde gehalten und danach trafen alle anderen Spieler. Am 11. August 2021 wechselte Klaus Gjasula vom Hamburger SV zu den Lilien, nachdem er bei diesen nicht mehr eingesetzt wurde. Vier Tage danach gewann der SV98 mit 6:1 gegen den FC Ingolstadt 04. Dabei gelang sowohl Phillip Tietz als auch Luca Pfeiffer ein Doppelpack. Auch beim 2:2-Auswärtsspiel gegen den Hamburger SV traf Tietz doppelt. Am 5. Spieltag traf Tietz erneut gegen Hannover 96 und ihm gelang somit sein fünfter Treffer im fünften Zweitligaspiel für die Lilien. Zudem trafen Luca Pfeiffer, Fabian Schnellhardt, es gab ein Eigentor von Luka Krajnc und Marcel Schuhen parierte einen Elfmeter von Florent Muslija.
Während der Länderspielpause fand am 31. August ein Testspiel gegen den 1. FCA Darmstadt statt, das der SV98 mit 3:0 gewann, wobei mehrere U19-Spieler zum Einsatz kamen. Am 14. September 2021 unterlag Darmstadt auswärts Hansa Rostock mit 2:1, wobei Kempe einen Foulelfmeter verwandelte. Fünf Tage später gewannen die Lilien mit 1:0 gegen Dynamo Dresden, wobei bereits in der 8. Spielminute Schnellhardt mit einer roten Karte den Platz verlassen musste. Sieben Minuten später traf Kempe und wurde damit zum Matchwinner. Am 24. September 2021 verloren die Lilien beim 1. FC Heidenheim mit 2:1, wobei Tietz das Tor für den SV98 erzielte. Am nächsten Wochenende gewann der SV98 auswärts gegen den SV Sandhausen mit 1:6, wobei sowohl Tietz als auch Pfeiffer einen Doppelpack erzielten. Zudem trafen Goller und Karic. In der folgenden Länderspielpause spielte der SV98 ein Testspiel gegen den Regionalligisten FC Rot-Weiß Koblenz. Dabei traf der Jugendspieler Mike Borger zum 1:1-Endstand. Am 17. Oktober gewann Darmstadt mit 3:0 gegen Werder Bremen und den ehemaligen Trainer Markus Anfang. Dabei traf Holland in der ersten Hälfte und Luca Pfeiffer mit einem Doppelpack in der zweiten Hälfte. Am 23. Oktober endete das Auswärtsspiel gegen Holstein Kiel mit einem 1:1-Unentschieden, wobei Luca Pfeiffer zum Endstand traf. Sechs Tage später gelang dem SV 98 der fünfte Heimspiel in Folge mit einem 2:0 gegen den 1. FC Nürnberg, wobei erneut Luca Pfeiffer traf. Der zweite Treffer fiel durch ein Eigentor von Christopher Schindler. Am 7. November 2021 gewannen die Lilien auf Schalke mit 2:4 gegen die Hausherren. Dabei traf Luca Pfeiffer ins eigene Tore, Tietz zweimal für die 98er und Honsak und Goller jeweils einmal. Neun Tage später verlängerten Bader und Holland ihre Verträge bis 2025 bzw. 2024. Am 20. November 2021 gewann der Tabellenvierte Darmstadt mit 4:0 gegen den FC St. Pauli und erreichte damit den ersten Platz in der 2. Bundesliga. Dabei trafen Manu, Tietz jeweils einmal und Luca Pfeiffer zweimal. Vier Tage später gewann St. Pauli ein Nachholspiel gegen Sandhausen und Darmstadt fiel auf Platz zwei in der Liga ab. Bereits am 27. November 2021 gewannen die Südhessen mit 1:2 gegen den FC Erzgebirge Aue, wobei Luca Pfeiffer und der eingewechselte Seydel trafen. Das Heimspiel am 3. Dezember verloren die Lilien mit 1:3, wobei Gjasula ins eigene Tor und Tietz in das gegnerische traf. Am 11. Dezember gewannen die Südhessen das Auswärtsspiel beim SC Paderborn 07 durch ein Tor von Patric Pfeiffer.

### Rückrunde
Den Rückrundenauftakt konnte der SV 98 mit einem 0:2-Auswärtssieg beim SSV Jahn Regensburg gewinnen, wobei Emir Karic und Tobias Kempe trafen. Kurz darauf folgten Verlängerungen von Marvin Mehlem bis 2025 und Fabian Schnellhardt bis 2024. Am 3. Januar 2022 wechselte André Leipold von Wacker Burghausen ans Böllenfalltor und unterschrieb einen Vertrag bis 2025. Am selben Tag verlängerte Mathias Honsak seinen Vertrag bis 2023. Das Testspiel während der Winterpause gegen den SSV Jahn Regensburg gewann der Verein mit 4:2, wobei Tim Skarke, Klaus Gjasula, Phillip Tietz und Benjamin Goller trafen. Das erste Spiel im Jahr 2022 endete 2:2, wobei Gjasulua sowohl ins eigene Tor auch als erstmals bei einem Pflichtspiel ins Tor für die Lilien traf. Das zweite Tor schoss Fabian Holland. Das Auswärtsspiel gegen den FC Ingolstadt 04 endete mit einem 2:0-Sieg, wobei Skarke und Seydel trafen. Zum 1. Februar 2022 wechselte Christopher Busse als Athletiktrainer vom 1. FC Union Berlin zu den Lilien. Am Deadline Day verließen Erich Berko (SV Sandhausen) und Benjamin Goller (Leihabbruch; Werder Bremen verlieh ihn an Karlsruher SC) das Böllenfalltor. Das Testspiel gegen den Regionalligisten FC 08 Homburg während der Länderspielpause gewannen die Lilien mit 3:1, wobei Luca Pfeiffer, Tietz und Riedel trafen. Im Februar verlängerte Marcel Schuhen seinen auslaufenden Vertrag bis 2025.
Am 6. Februar 2022 verlor der Verein das Heimspiel gegen den Hamburger SV mit 5:0 und dadurch kam es zur ersten Rückrundenniederlage. Zwei Tage später wechselte der 20-jährige Ensar Arslan zum türkischen Zweitligisten Samsunspor. Am 13. Februar 2022 konnten die Darmstädter nach einem 2:2 einen Punkt aus Hannover mitnehmen, wobei Seydel für die Lilien und Sebastian Stolze ins eigene Tor trafen. Dabei leitete Kai Peter Schmitz das Spiel als Cheftrainer, da sowohl der eigentliche Cheftrainer Torsten Lieberknecht und Co-Trainer Ovid Hajou mit Corona infiziert waren. Am 20. Februar 2022 traf Kempe beim 1:1-Heimspiel gegen Hansa Rostock. Sechs Tage später gewann die Mannschaft auswärts gegen Dynamo Dresden mit 0:1, wobei Honsak in der letzten Minute der Nachspielzeit traf. Am 4. März 2022 drehte Darmstadt einen 0:2-Rückstand innerhalb von sechs Minuten durch Tore von Skarke, Tietz und Seydel zu einem 3:2-Heimsieg. Eine Woche später endete das Spiel am Böllenfalltor gegen Sandhausen nach einem Treffer von Seydel und einem späten Gegentreffer von Ahmed Kutucu ohne Sieger. Beim Auswärtsspiel gegen Werder Bremen sah Gjasula nach 23 Minuten die rote Karte. Das Tor von Füllkrug in der 52. Spielminute konnte Darmstadt nicht mehr ausgleichen und musste damit eine Niederlage im Aufstiegskampf einstecken. Nach dem Spiel wurden im direkten Mannschaftsumfeld eine zweistellige Personenanzahl positiv auf das Corona-Virus getestet. Durch die Länderspielpause konnten nahezu allen infizierten Spieler beim Spiel gegen Holstein Kiel wieder eingesetzt werden. Dieses gewannen die Lilien mit 3:1 durch Tore von Bader, Seydel und Manu.
Am 9. April 2022 spielte Darmstadt auswärts in Niederlage. In der 58. Spielminute gelang es Luca Pfeiffer auf ein 1:1 auszugleichen. Acht Minuten später musste Stammkeeper Schuhen für Behrens verletzungsbedingt ausgewechselt werden. Das Spiel endete durch ein Eigentor in der Nachspielzeit von Debütant Leipold mit 3:1. Am 17. April 2022 kassierte Darmstadt im Aufstiegskampf gegen Schalke 04 am Böllenfalltor eine 2:5-Niederlage, wobei Tietz doppelt für Darmstadt traf. Die Tore für Schalke entstanden durch ein Dreierpack von Marius Bülter und ein Doppelpack von Simon Terodde. Nach dem Spiel verlängerten Cheftrainer Lieberknecht, Co-Trainer Hajou und Torwarttrainer Dimo Wache ihre Verträge vorzeitig bis Juni 2025. Das Spiel gegen St. Pauli wurde federführend von Ovid Hajou an der Seitenlinie geführt, nachdem Lieberknecht im Spiel zuvor die vierte gelbe Karte erhalten hatte und damit gesperrt war. Das Auswärtsspiel endete mit einem 1:2-Sieg für die Südhessen, wobei Luca Pfeiffer und Kapitän Holland trafen. Am 30. April 2022 besiegelte Darmstadt mit einem 6:0-Heimsieg gegen den FC Erzgebirge Aue deren Abstieg, wobei Skarke doppelt traf und die ersten drei Tore innerhalb von etwas weniger als drei Minuten geschossen wurden. Die weiteren Treffer wurden von Luca Pfeiffer, Manu, Honsak und Kempe erzielt. Damit kletterten die Darmstädter zurück auf den direkten Aufstiegsplatz 2. Das Freitagabendspiel in Düsseldorf verloren die Südhessen, nachdem sie nach nur zehn Minuten mit 2:0 hinten lagen. Später traf Kempe per Elfmeter mit 2:1 und Gjasula erhielt eine gelb-rote Karte. Unter der Woche verlängerten sowohl Seydel als auch Manu ihre auslaufenden Verträge bis 2024. Vor dem letzten Saisonspiel standen die Lilien auf dem vierten Tabellenplatz mit 57 Punkte. Der HSV befand sich durch ein besseres Torverhältnis punktgleich auf dem Relegationsplatz und Bremen mit 60 Punkten auf dem zweiten Platz. Somit waren die Darmstädter auf einen Ausrutscher der Konkurrenz für einen Aufstiegsplatz angewiesen. Am letzten Saisonspieltag empfing Darmstadt den SC Paderborn. Bereits in der zweiten Minute gingen die Südhessen durch ein Tor von Skarke in Führung. Jedoch ging auch Bremen in Führung und sicherte sich damit den sicheren zweiten Platz. Der HSV spielte gegen Hansa Rostock und ging früh in Rückstand, wobei auch Luca Pfeiffer am Böllenfalltor auf 2:0 und schließlich 3:0 erhöhen konnte. Nach der Halbzeit gelang es dem HSV auf 1:1 auszugleichen, wobei sich jedoch weiterhin Darmstadt auf dem Relegationsplatz befand. Der HSV startete eine Aufholjagd und führte zum 3:0-Abpfiff am Böllenfalltor mit 3:1. Nach dem Abpfiff machte Rostock den hessischen Fans durch ein 3:2 weiter Hoffnung, jedoch wurde das Spiel danach abgepfiffen. Dadurch sicherte sich der HSV den dritten Platz und die Darmstädter landeten auf dem vierten Platz in der zweiten Bundesliga.

## Personalien

### Sportliche Leitung und Vereinsführung
| Name                              | Funktion                                                   |
| Trainer- und Betreuerstab         | Trainer- und Betreuerstab                                  |
| --------------------------------- | ---------------------------------------------------------- |
| Torsten Lieberknecht              | Cheftrainer                                                |
| Ovid Hajou                        | Co-Trainer                                                 |
| Kai Peter Schmitz                 | Co-Trainer                                                 |
| Dimo Wache                        | Torwarttrainer                                             |
| Carsten Wehlmann                  | Sportlicher Leiter                                         |
| Michael Stegmayer                 | Teammanager                                                |
| Christopher Busse (ab 01.02.2022) | Athletiktrainer                                            |
| Florian Bauer                     | Rehatrainer                                                |
| Dr. med. Michael Weingart         | Mannschaftsärzte                                           |
| Dr. Ingo Schwinnen                | Mannschaftsärzte                                           |
| Dr. Alexander Lesch               | Mannschaftsärzte                                           |
| Dr. Philip Jessen                 | Mannschaftsärzte                                           |
| Dirk Schmitt                      | Physiotherapeuten                                          |
| Sebastian Pommer                  | Physiotherapeuten                                          |
| Michael Richter                   | Teambetreuer                                               |
| Matthias Neumann                  | Teambetreuer                                               |
| Jonas Nietzel                     | Teambetreuer                                               |
| Sebastian Pommer                  | Teambetreuer                                               |
| Björn Rein                        | Teambetreuer                                               |
| Präsidium                         |                                                            |
| Rüdiger Fritsch                   | Präsident                                                  |
| Markus Pfitzner                   | Vize-Präsident                                             |
| Volker Harr                       | Vize-Präsident                                             |
| Tom Eilers                        | Lizenzspielerbereich                                       |
| Anne Baumann                      | Finanzen                                                   |
| Wolfgang Arnold                   | Amateurabteilungen, Infrastruktur, Logistik und Sicherheit |
| Uwe Kuhl                          | Sportliche Entwicklung und Nachwuchsleistungszentrum       |
| Geschäftsstelle                   |                                                            |
| Michael Weilguny                  | Kaufmännischer Geschäftsführer                             |
| Martin Kowalewski                 | Geschäftsführer Marketing & Vertrieb                       |
| Daniel Wurtz                      | Leitung Finanzen, Controlling & Personal                   |
| Florian Holzbrecher               | Leitung Marketing & Events                                 |
| Sandro Sirigu                     | Leitung Marketing & Events                                 |
| Jonas Duttine                     | Leitung Vertrieb                                           |
| Alexander Hein                    | Leitung Veranstaltung & Sicherheit                         |
| Jan Bergholz                      | Leitung Medien & PR                                        |
| Björn Kopper                      | Leiter Nachwuchsleistungszentrum                           |
| Tim Kuhl                          | Leitung Fussballschule & Organisation NLZ                  |
| Alexander Lehné                   | Leitung Fanbetreuung                                       |

### Kader
| Kader Saison 2021/22 | Kader Saison 2021/22 | Kader Saison 2021/22 | Kader Saison 2021/22 | Kader Saison 2021/22 | Kader Saison 2021/22 | Kader Saison 2021/22 |
| Nr.                  | Spieler              | Nat.                 | Geburtsdatum         | vorheriger Verein    | Ligaspiele           | Ligatore             |
| Torhüter             | Torhüter             | Torhüter             | Torhüter             | Torhüter             | Torhüter             | Torhüter             |
| -------------------- | -------------------- | -------------------- | -------------------- | -------------------- | -------------------- | -------------------- |
| 01                   | Marcel Schuhen       | Deutschland          | 13.01.1993           | SV Sandhausen        | 31                   | 0                    |
| 13                   | Morten Behrens       | Deutschland          | 01.04.1997           | 1. FC Magdeburg      | 4                    | 0                    |
| 21                   | Steve Kroll          | Deutschland          | 07.05.1997           | SpVgg Unterhaching   | 0                    | 0                    |
| 37                   | Antonis Makatounakis | Griechenland         | 18.10.2003           | OFI Kreta            | 0                    | 0                    |
| Abwehr               |                      |                      |                      |                      |                      |                      |
| 03                   | Thomas Isherwood     | Schweden             | 28.01.1998           | Östersunds FK        | 23                   | 0                    |
| 05                   | Patric Pfeiffer      | Deutschland          | 20.08.1999           | Hamburger SV         | 31                   | 1                    |
| 17                   | Frank Ronstadt       | Deutschland          | 21.07.1997           | Würzburger Kickers   | 13                   | 0                    |
| 19                   | Emir Karic           | Osterreich           | 09.06.1997           | SCR Altach           | 26                   | 2                    |
| 20                   | Jannik Müller        | Deutschland          | 18.01.1994           | DAC Dunajská Streda  | 15                   | 0                    |
| 24                   | Lasse Sobiech        | Deutschland          | 18.01.1991           | 1. FC Köln           | 14                   | 0                    |
| 26                   | Matthias Bader       | Deutschland          | 17.06.1997           | 1. FC Köln           | 30                   | 1                    |
| 32                   | Fabian Holland       | Deutschland          | 11.07.1990           | Hertha BSC           | 34                   | 3                    |
| 38                   | Clemens Riedel       | Deutschland          | 19.07.2003           | TSG Wieseck          | 9                    | 0                    |
| Mittelfeld           |                      |                      |                      |                      |                      |                      |
| 06                   | Marvin Mehlem        | Deutschland          | 11.09.1997           | Karlsruher SC        | 20                   | 0                    |
| 08                   | Fabian Schnellhardt  | Deutschland          | 12.01.1994           | MSV Duisburg         | 15                   | 2                    |
| 11                   | Tobias Kempe         | Deutschland          | 27.06.1989           | 1. FC Nürnberg       | 30                   | 6                    |
| 18                   | Mathias Honsak       | Osterreich           | 20.12.1996           | FC Red Bull Salzburg | 32                   | 3                    |
| 23                   | Klaus Gjasula        | Albanien             | 14.12.1989           | Hamburger SV         | 22                   | 1                    |
| 27                   | Tim Skarke           | Deutschland          | 07.09.1996           | 1. FC Heidenheim     | 19                   | 5                    |
| 30                   | Adrian Stanilewicz   | Polen                | 22.02.2000           | Bayer 04 Leverkusen  | 3                    | 0                    |
| 33                   | Braydon Manu         | Ghana                | 28.03.1997           | Hallescher FC        | 20                   | 4                    |
| 34                   | Leon Müller          | Deutschland          | 11.08.2000           | TuS Rot-Weiß Koblenz | 0                    | 0                    |
| 35                   | John Sesay           | Deutschland          | 08.05.2003           | RW Frankfurt         | 2                    | 0                    |
| 41                   | Philipp Sonn         | Deutschland          | 11.09.2004           | SG Arheilgen         | 1                    | 0                    |
| 43                   | Nemanja Celic        | Osterreich           | 26.04.1999           | WSG Tirol            | 14                   | 0                    |
| Angriff              |                      |                      |                      |                      |                      |                      |
| 09                   | Phillip Tietz        | Deutschland          | 09.07.1997           | SV Wehen Wiesbaden   | 34                   | 15                   |
| 16                   | Luca Pfeiffer        | Deutschland          | 20.08.1996           | FC Midtjylland       | 32                   | 17                   |
| 22                   | Aaron Seydel         | Deutschland          | 07.02.1996           | 1. FSV Mainz 05      | 21                   | 6                    |
| 36                   | André Leipold        | Deutschland          | 12.11.2001           | Wacker Burghausen    | 1                    | 0                    |
| 39                   | Ensar Arslan         | Turkei               | 01.08.2001           | Eintracht Frankfurt  | 1                    | 0                    |

### Transfers

#### Transfers Winter 2021/22
| André Leipold | Wacker Burghausen |

| Ensar Arslan    | Samsunspor         |
| Erich Berko     | SV Sandhausen      |
| Benjamin Goller | Werder Bremen w.a. |

#### Transfers Sommer 2021
| Morten Behrens       | 1. FC Magdeburg           |
| Nemanja Celic        | WSG Tirol                 |
| Klaus Gjasula        | Hamburger SV              |
| Benjamin Goller      | Werder Bremen a.          |
| Emir Karic           | SCR Altach                |
| Steve Kroll          | SpVgg Unterhaching        |
| Antonis Makatounakis | SV Darmstadt 98 U19       |
| Braydon Manu         | Hallescher FC w.a.        |
| Jannik Müller        | DAC Dunajská Streda       |
| Leon Müller          | TuS Rot-Weiß Koblenz w.a. |
| Luca Pfeiffer        | FC Midtjylland a.         |
| Clemens Riedel       | SV Darmstadt 98 U19       |
| Frank Ronstadt       | Würzburger Kickers        |
| John Sesay           | SV Darmstadt 98 U19       |
| Lasse Sobiech        | 1. FC Köln                |
| Philipp Sonn         | SV Darmstadt 98 U19       |
| Phillip Tietz        | SV Wehen Wiesbaden        |

| Samuele Campo     | FC Basel w.a.             |
| Christian Clemens | Lechia Gdańsk             |
| Henry Crosthwaite | FC Rot-Weiß Koblenz a.    |
| Serdar Dursun     | Fenerbahçe Istanbul       |
| Patrick Herrmann  | SC Weiche Flensburg 08    |
| Immanuel Höhn     | SV Sandhausen             |
| Carl Klaus        | 1. FC Nürnberg            |
| Lars Lukas Mai    | FC Bayern München II w.a. |
| Victor Pálsson    | FC Schalke 04             |
| Felix Platte      | SC Paderborn 07           |
| Nicolai Rapp      | 1. FC Union Berlin w.a.   |
| Florian Stritzel  | SV Wehen Wiesbaden        |
| Alexander Vogler  | SV Lippstadt 08           |
| Mathias Wittek    | vereinslos                |
| Silas Zehnder     | Viktoria Aschaffenburg    |

## Spiele

### 2. Bundesliga
Die Tabelle listet alle Spiele des Vereins in der 2. Fußball-Bundesliga 2021/22 auf. Siege sind grün, Unentschieden sind gelb und Niederlagen sind rot hinterlegt.
| ST | Datum              | Gegner              | Platz    | Ort                                       | Zuschauer | Ergebnis  | Tore |
| -- | ------------------ | ------------------- | -------- | ----------------------------------------- | --------- | --------- | --- |
| 1  | 24. Juli 2021      | SSV Jahn Regensburg | Heim     | Merck-Stadion am Böllenfalltor, Darmstadt | 4.000     | 0:2 (0:1) | 0:1 Singh (21.), 0:2 Gimber (61.) |
| 2  | 30. Juli 2021      | Karlsruher SC       | Auswärts | BBBank Wildpark, Karlsruhe                | 9.750     | 3:0 (1:0) | 1:0 Hofmann (9.), 2:0 Kyoung-rok (76.), 3:0 Hofmann (79.)                                                                                        |
| 3  | 15. August 2021    | FC Ingolstadt 04    | Heim     | Merck-Stadion am Böllenfalltor, Darmstadt | 4.506     | 6:1 (4:0) | 1:0 Tietz (29.), 2:0 L. Pfeiffer (39.), 3:0 Schnellhardt (45.+2), 4:0 Tietz (45.+4), 4:1 Kutschke (50.), 5:1 L. Pfeiffer (66.), 6:1 Manu (90.+4) |
| 4  | 22. August 2021    | Hamburger SV        | Auswärts | Volksparkstadion, Hamburg                 | 17.950    | 2:2 (2:2) | 0:1 Tietz (14., Elfmeter), 1:1 Schonlau (30.), 2:1 Heyer (45.+1), 2:2 Tietz (45.+4)                                                              |
| 5  | 28. August 2021    | Hannover 96         | Heim     | Merck-Stadion am Böllenfalltor, Darmstadt | 6.050     | 4:0 (2:0) | 1:0 L. Pfeiffer (21.), 2:0 Tietz (45.+1), 3:0 Schnellhardt (70.), 4:0 Krajnc (87., Eigentor)                                                     |
| 6  | 12. September 2021 | Hansa Rostock       | Auswärts | Ostseestadion, Rostock                    | 14.500    | 2:1 (1:0) | 1:0 Verhoek (19.), 1:1 Kempe (66., Elfmeter), 2:1 Fröde (86.)                                                                                    |
| 7  | 19. September 2021 | Dynamo Dresden      | Heim     | Merck-Stadion am Böllenfalltor, Darmstadt | 7.020     | 1:0 (1:0) | 0:1 Kempe (14.) |
| 8  | 24. September 2021 | 1. FC Heidenheim    | Auswärts | Voith-Arena, Heidenheim an der Brenz      | 5.095     | 2:1 (1:0) | 1:0 Mohr (40., Elfmeter), 1:1 Tietz (52.), 2:1 Schimmer (84.)                                                                                    |
| 9  | 3. Oktober 2021    | SV Sandhausen       | Auswärts | BWT-Stadion am Hardtwald, Sandhausen      | 4.457     | 1:6 (1:2) | 0:1 Tietz (2.), 1:1 Esswein (19.), 1:2 L. Pfeiffer (35.), 1:3 Goller (47.), 1:4 L. Pfeiffer (57.), 1:5 Tietz (59.), 1:6 Karic (73.)              |
| 10 | 17. Oktober 2021   | Werder Bremen       | Heim     | Merck-Stadion am Böllenfalltor, Darmstadt | 13.000    | 3:2 (0:0) | 1:0 Holland (45.), 2:0 L. Pfeiffer (65.), 3:0 L. Pfeiffer (71.)                                                                                  |
| 11 | 23. Oktober 2021   | Holstein Kiel       | Auswärts | Holstein-Stadion, Kiel                    | 7.009     | 1:1 (1:1) | 1:0 Mühling (37., Elfmeter), 1:1 L. Pfeiffer (41.)                                                                                               |
| 12 | 29. Oktober 2021   | 1. FC Nürnberg      | Heim     | Merck-Stadion am Böllenfalltor, Darmstadt | 13.000    | 2:0 (1:0) | 1:0 L. Pfeiffer (11.), 2:0 Schindler (59., Eigentor)                                                                                             |
| 13 | 7. November 2021   | FC Schalke 04       | Auswärts | Veltins-Arena, Gelsenkirchen              | 51.327    | 2:4 (1:2) | 1:0 L. Pfeiffer (8., Eigentor), 1:1 Tietz (11.), 1:2 Honsak (23.), 1:3 Tietz (63.), 2:3 Pieringer (88.), 2:4 Goller (89.)                        |
| 14 | 20. November 2021  | FC St. Pauli        | Heim     | Merck-Stadion am Böllenfalltor, Darmstadt | 13.000    | 4:0 (4:0) | 1:0 Tietz (6.), 2:0 Manu (29.), 3:0 L. Pfeiffer (39.), 4:0 L. Pfeiffer (41.)                                                                     |
| 15 | 27. November 2021  | FC Erzgebirge Aue   | Auswärts | Erzgebirgsstadion, Aue-Bad Schlema        | 0         | 1:2 (0:1) | 0:1 L. Pfeiffer (62.), 0:2 Seydel (75.), 1:2 Jonjić (85.)                                                                                        |
| 16 | 3. Dezember 2021   | Fortuna Düsseldorf  | Heim     | Merck-Stadion am Böllenfalltor, Darmstadt | 12.450    | 1:3 (0:2) | 0:1 Hennings (16.), 0:2 Hennings (41.), 0:3 Narey (76.), 1:3 Tietz (85., Elfmeter)                                                               |
| 17 | 11. Dezember 2021  | SC Paderborn 07     | Auswärts | Benteler-Arena, Paderborn                 | 2.924     | 0:1 (0:0) | 0:1 P. Pfeiffer (81.) |
| 18 | 19. Dezember 2021  | SSV Jahn Regensburg | Auswärts | Jahnstadion, Regensburg                   | 0         | 0:2 (0:0) | 0:1 Karic (70.), 0:2 Kempe (90.+3) |
| 19 | 15. Januar 2022    | Karlsruher SC       | Heim     | Merck-Stadion am Böllenfalltor, Darmstadt | 250       | 2:2 (0:1) | 0:1 Gjasula (22., Eigentor), 1:1 Gjasula (48.), 2:1 Holland (51.), 2:2 Schleusener (71.)                                                         |
| 20 | 22. Januar 2022    | FC Ingolstadt 04    | Auswärts | Audi-Sportpark, Ingolstadt                | 0         | 0:2 (0:1) | 0:1 Skarke (15.), 0:2 Seydel (82.) |
| 21 | 6. Februar 2022    | Hamburger SV        | Heim     | Merck-Stadion am Böllenfalltor, Darmstadt | 1.000     | 0:5 (0:3) | 0:1 Glatzel (5., Elfmeter), 0:2 Glatzel (10.), 0:3 Glatzel (13.), 0:4 Wintzheimer, 0:5 Glatzel (88.)                                             |
| 22 | 13. Februar 2022   | Hannover 96         | Auswärts | HDI Arena, Hannover                       | 3.800     | 2:2 (1:1) | 0:1 Stolze (18., Eigentor), 1:1 Teuchert (35.), 2:1 Börner (50.), 2:2 Seydel (61.)                                                               |
| 23 | 20. Februar 2022   | Hansa Rostock       | Heim     | Merck-Stadion am Böllenfalltor, Darmstadt | 7.500     | 1:1 (1:0) | 1:0 Kempe (24.), 1:1 Sikan (65.) |
| 24 | 26. Februar 2022   | Dynamo Dresden      | Auswärts | Rudolf-Harbig-Stadion, Dresden            | 10.024    | 0:1 (0:0) | 0:1 Honsak (90.+3) |
| 25 | 4. März 2022       | 1. FC Heidenheim    | Heim     | Merck-Stadion am Böllenfalltor, Darmstadt | 11.296    | 3:2 (0:1) | 0:1 Kühlwetter (17.), 0:2 Leipertz (61.), 1:2 Seydel (77.), 2:2 Tietz (81.), 3:2 Skarke (83.)                                                    |
| 26 | 11. März 2022      | SV Sandhausen       | Heim     | Merck-Stadion am Böllenfalltor, Darmstadt | 11.300    | 1:1 (1:0) | 1:0 Seydel (17.), 1:1 Kutucu (84.) |
| 27 | 19. März 2022      | Werder Bremen       | Auswärts | Weserstadion, Bremen                      | 41.000    | 1:0 (0:0) | 1:0 Füllkrug (52.) |
| 28 | 2. April 2022      | Holstein Kiel       | Heim     | Merck-Stadion am Böllenfalltor, Darmstadt | 13.400    | 3:1 (2:0) | 1:0 Bader (11.), 2:0 Seydel (45.), 1:2 Wriedt (49.), 3:1 Manu (50.)                                                                              |
| 29 | 9. April 2022      | 1. FC Nürnberg      | Auswärts | Max-Morlock-Stadion, Nürnberg             | 30.471    | 3:1 (1:0) | 1:0 Dovedan (43.), 1:1 L. Pfeiffer (58.), 2:1 Schleimer (82.), 3:1 Leipold (90.+6, Eigentor)                                                     |
| 30 | 17. April 2022     | FC Schalke 04       | Heim     | Merck-Stadion am Böllenfalltor, Darmstadt | 14.500    | 2:5 (2:3) | 1:0 Tietz (11.), 1:1 Terodde (14.), 1:2 Terodde (29.), 2:2 Tietz (34.), 2:3 Bülter (43.), 2:4 Bülter (48.), 2:5 Bülter (62.)                     |
| 31 | 23. April 2022     | FC St. Pauli        | Auswärts | Millerntor-Stadion, Hamburg-St. Pauli     | 29.546    | 1:2 (0:2) | 0:1 L. Pfeiffer (9.), 0:2 Holland (35.), 1:2 Daschner (81.)                                                                                      |
| 32 | 30. April 2022     | FC Erzgebirge Aue   | Heim     | Merck-Stadion am Böllenfalltor, Darmstadt | 13.850    | 6:0 (4:0) | 1:0 L. Pfeiffer (16.), 2:0 Skarke (18.), 3:0 Manu (19.), 4:0 Skarke (39.), 5:0 Honsak (74.), 6:0 Kempe (90.)                                     |
| 33 | 6. Mai 2022        | Fortuna Düsseldorf  | Auswärts | Merkur Spiel-Arena, Düsseldorf            | 31.622    | 2:1 (2:0) | 1:0 Iyoha (3.), 2:0 Zimmermann (10.), 2:1 Kempe (60., Elfmeter)                                                                                  |
| 34 | 15. Mai 2022       | SC Paderborn 07     | Heim     | Merck-Stadion am Böllenfalltor, Darmstadt | 13.710    | 3:0 (3:0) | 1:0 Skarke (2.), 2:0 L. Pfeiffer (25.), 3:0 L. Pfeiffer (38.)                                                                                    |

### DFB-Pokal
Als Zweitligist war der SV Darmstadt 98 automatisch für den DFB-Pokal 2021/22 qualifiziert und schied in der 1. Runde gegen den drittklassigen TSV 1860 München (6:5 n. E.) aus.
| Runde    | Datum          | Gegner           | Liga des Gegners | Platz    | Ort                                       | Zuschauer | Ergebnis                  | Tore |
| -------- | -------------- | ---------------- | ---------------- | -------- | ----------------------------------------- | --------- | ------------------------- | --- |
| 1. Runde | 6. August 2021 | TSV 1860 München | 3. Liga          | Auswärts | Stadion an der Grünwalder Straße, München | 4.158     | 6:5 n. E. (1:1, 1:1, 0:0) | 1:0 Steinhart (75.), 1:1 L. Pfeiffer (80.), Elfmeterschießen: 2:1 Steinhart, 2:2 Holland, 3:2 Tallig, 3:3 Schnellhardt, 4:3 Dressel, 4:4 Manu, 5:4 Staude, 5:5 Tietz, 6:5 Salger |

### Testspiele
Diese Tabelle führt die ausgetragenen Testspiele des Vereins in der Saison 2021/22 auf. Siege sind grün, Unentschieden sind gelb und Niederlagen sind rot hinterlegt.
| Datum           | Gegner              | Liga des Gegners             | Platz    | Ort                                             | Zuschauer | Ergebnis  | Tore |
| --------------- | ------------------- | ---------------------------- | -------- | ----------------------------------------------- | --------- | --------- | --- |
| 1. Juli 2021    | Swift Hesperingen   | BGL Ligue (I.)               | Heim     | Merck-Stadion am Böllenfalltor, Darmstadt       | 500       | 1:0 (0:0) | 1:0 Tietz (62., Elfmeter)                                                                                                  |
| 9. Juli 2021    | SV Waldhof Mannheim | 3. Liga                      | Auswärts | Carl-Benz-Stadion, Mannheim                     | 0         | 1:2 (0:0) | 1:0 Gohlke (48.), 1:1 Tietz (49.), 1:2 Holland (85.)                                                                       |
| 14. Juli 2021   | VfB Stuttgart       | 1. Bundesliga                | Auswärts | Robert-Schlienz-Stadion, Stuttgart              | 900       | 1:1 (1:1) | 0:1 Honsak (8.), 1:1 Coulibaly (43.)                                                                                       |
| 17. Juli 2021   | 1. FC Köln II       | Regionalliga West (IV.)      | Heim     | Merck-Stadion am Böllenfalltor, Darmstadt       | 0         | 4:2 (3:0) | 1:0 L. Pfeiffer (7.), 2:0 Honsak (8.), 3:0 L. Pfeiffer (37.), 3:1 Schwirten (58.), 3:2 Kraus (83.), 4:2 Schnellhardt (86.) |
| 31. August 2021 | 1. FCA Darmstadt    | Gruppenliga Darmstadt (VII.) | Auswärts | Sportgelände am Gehmer Weg, Darmstadt-Arheilgen | 100       | 3:0 (0:0) | 1:0 Sesay, 2:0 Sesay, 3:0 FeldmannU19                                                                                      |
| 5. Oktober 2021 | FC Rot-Weiß Koblenz | Regionalliga Südwest (IV.)   | Neutral  | Sportzentrum am Zahlwald, Roßdorf               | 100       | 1:1 (0:0) | 0:1, 1:1 BorgerU19 |
| 8. Januar 2022  | SSV Jahn Regensburg | 2. Bundesliga                | Heim     | Merck-Stadion am Böllenfalltor, Darmstadt       | 1.200     | 4:2 (3:1) | 1:0 Skarke (14.), 1:1 Breitkreuz (18.), 2:1 Gjasula (30.), 3:1 Tietz (42.), 4:1 Goller (75.), 4:2 Otto (89.)               |
| 1. Februar 2022 | FC 08 Homburg       | Regionalliga Südwest (IV.)   | Heim     | Trainingsplatz 4 am Böllenfalltor, Darmstadt    | 200       | 3:1 (2:0) | 1:0 L. Pfeiffer (4.), 2:0 Tietz (44., Elfmeter), 2:1 Dulleck (74.), 3:1 Riedel (77.)                                       |

## Saisonverlauf
| Spieltag | 1  | 2  | 3  | 4  | 5 | 6  | 7 | 8  | 9 | 10 | 11 | 12 | 13 | 14 | 15 | 16 | 17 | 18 | 19 | 20 | 21 | 22 | 23 | 24 | 25 | 26 | 27 | 28 | 29 | 30 | 31 | 32 | 33 | 34 |
| -------- | -- | -- | -- | -- | - | -- | - | -- | - | -- | -- | -- | -- | -- | -- | -- | -- | -- | -- | -- | -- | -- | -- | -- | -- | -- | -- | -- | -- | -- | -- | -- | -- | -- |
| Spielort | H  | A  | H  | A  | H | A  | H | A  | A | H  | A  | H  | A  | H  | A  | H  | A  | A  | H  | A  | H  | A  | H  | A  | H  | H  | A  | H  | A  | H  | A  | H  | A  | H  |
| Resultat | N  | N  | S  | U  | S | N  | S | N  | S | S  | U  | S  | S  | S  | S  | N  | S  | S  | U  | S  | N  | U  | U  | S  | S  | U  | N  | S  | N  | N  | S  | S  | N  | S  |
| Platz    | 13 | 16 | 12 | 10 | 8 | 11 | 9 | 12 | 9 | 6  | 7  | 6  | 4  | 2  | 2  | 2  | 2  | 2  | 2  | 1  | 1  | 4  | 3  | 2  | 2  | 1  | 3  | 2  | 4  | 4  | 3  | 2  | 4  | 4  |

Legende: Spielort: H = Heim; A = Auswärts. Resultat: S = Sieg; U = Unentschieden; N = Niederlage

## Abschlusstabelle
| Pl. | Verein               | Sp. | S  | U  | N  | Tore    | Diff. | Punkte | Anm. |
| --- | -------------------- | --- | -- | -- | -- | ------- | ----- | ------ | ---- |
| 1.  | FC Schalke 04 (A)    | 34  | 20 | 5  | 9  | 072:440 | +28   | 65     | ▲    |
| 2.  | Werder Bremen (A)    | 34  | 18 | 9  | 7  | 065:430 | +22   | 63     | ▲    |
| 3.  | Hamburger SV         | 34  | 16 | 12 | 6  | 067:350 | +32   | 60     | ( ▲) |
| 4.  | SV Darmstadt 98      | 34  | 18 | 6  | 10 | 071:460 | +25   | 60     |      |
| 5.  | FC St. Pauli         | 34  | 16 | 9  | 9  | 061:460 | +15   | 57     |      |
| 6.  | 1. FC Heidenheim     | 34  | 15 | 7  | 12 | 043:450 | −2    | 52     |      |
| 7.  | SC Paderborn 07      | 34  | 13 | 12 | 9  | 056:440 | +12   | 51     |      |
| 8.  | 1. FC Nürnberg       | 34  | 14 | 9  | 11 | 049:490 | ±0    | 51     |      |
| 9.  | Holstein Kiel (R↑)   | 34  | 12 | 9  | 13 | 046:540 | −8    | 45     |      |
| 10. | Fortuna Düsseldorf   | 34  | 11 | 11 | 12 | 045:420 | +3    | 44     |      |
| 11. | Hannover 96          | 34  | 11 | 9  | 14 | 035:490 | −14   | 42     |      |
| 12. | Karlsruher SC        | 34  | 9  | 14 | 11 | 054:550 | −1    | 41     |      |
| 13. | Hansa Rostock (N)    | 34  | 10 | 11 | 13 | 041:520 | −11   | 41     |      |
| 14. | SV Sandhausen        | 34  | 10 | 11 | 13 | 042:540 | −12   | 41     |      |
| 15. | SSV Jahn Regensburg  | 34  | 10 | 10 | 14 | 050:510 | −1    | 40     |      |
| 16. | Dynamo Dresden (N)   | 34  | 7  | 11 | 16 | 033:460 | −13   | 32     | ( ▼) |
| 17. | FC Erzgebirge Aue    | 34  | 6  | 8  | 20 | 032:720 | −40   | 26     | ▼    |
| 18. | FC Ingolstadt 04 (N) | 34  | 4  | 9  | 21 | 030:650 | −35   | 21     | ▼    |

|                         |                                                                            |
| Zum Saisonende 2020/21: |                                                                            |
| (A)                     | Absteiger aus der Bundesliga                                               |
| (R↑)                    | Verlierer der Relegation zur Bundesliga                                    |
| (N)                     | Neuling, Aufsteiger aus der 3. Liga                                        |
| Zum Saisonende 2021/22: |                                                                            |
| ▲                       | Aufsteiger in die Bundesliga 2022/23                                       |
| ( ▲)                    | Teilnehmer an den Relegationsspielen gegen den 16. der Bundesliga 2021/22  |
| ( ▼)                    | Teilnehmer an den Relegationsspielen gegen den Dritten der 3. Liga 2021/22 |
| ▼                       | Absteiger in die 3. Liga 2022/23                                           |

## Zuschauerzahlen
Folgende Tabelle bietet einen Vergleich der Zuschauerzahlen der Heim- und Auswärtsspiele des SV Darmstadt 98 im Ligabetrieb dieser Saison. Die Vereine sind nach Austragungsreihenfolge der Heimspiele nach Spieltag sortiert.
Es war die dritte Saison in Folge, welche von den Auswirkungen der COVID-19-Pandemie betroffen war. Aufgrund dessen variierte auch in dieser Saison die maximale Zuschauerkapazität pro Spiel teils deutlich. Gleichwohl dies für alle Vereine auch in der Liga finanzielle Einbuße zufolge hatte, konnten beim SV Darmstadt 98 immerhin die Umbaumaßnahmen und Modernisierungsarbeiten am Merck-Stadion am Böllenfalltor reibungsloser vorangetrieben werden.
| Gegner in Heimspielreihenfolge | Heimspiel | Auswärtsspiel | Austragungsort beim Auswärtsspiel                     |
| ------------------------------ | --------- | ------------- | ----------------------------------------------------- |
| 1. SSV Jahn Regensburg         | 04.000    | 000           | Jahnstadion, Regensburg                               |
| 2. FC Ingolstadt 04            | 04.506    | 000           | Audi-Sportpark, Ingolstadt                            |
| 3. Hannover 96                 | 06.050    | 03.800        | Benteler-Arena, Paderborn                             |
| 4. Dynamo Dresden              | 07.020    | 10.024        | Rudolf-Harbig-Stadion, Dresden                        |
| 5. Werder Bremen               | 13.000    | 41.000        | Weserstadion, Bremen                                  |
| 6. 1. FC Nürnberg              | 13.000    | 30.471        | Max-Morlock-Stadion, Nürnberg                         |
| 7. FC St. Pauli                | 13.000    | 29.546        | Millerntor-Stadion, Hamburg-St. Pauli                 |
| 8. Fortuna Düsseldorf          | 12.450    | 31.622        | Merkur Spiel-Arena, Düsseldorf                        |
| 9. Karlsruher SC               | 00250     | 09.750        | Wildparkstadion, Karlsruhe                            |
| 10. Hamburger SV               | 01.000    | 17.950        | Volksparkstadion, Hamburg                             |
| 11. Hansa Rostock              | 07.500    | 14.500        | Ostseestadion, Rostock                                |
| 12. 1. FC Heidenheim           | 11.296    | 05.095        | Voith-Arena, Heidenheim an der Brenz                  |
| 13. SV Sandhausen              | 11.300    | 04.457        | BWT-Stadion am Hardtwald, Sandhausen                  |
| 14. Holstein Kiel              | 13.400    | 07.009        | Holstein-Stadion, Kiel                                |
| 15. FC Schalke 04              | 14.500    | 51.327        | Veltins-Arena, Gelsenkirchen                          |
| 16. FC Erzgebirge Aue          | 13.850    | 000           | Erzgebirgsstadion, Aue-Bad Schlema                    |
| 17. SC Paderborn 07            | 13.710    | 000           | Benteler-Arena, Paderborn                             |
| Im Schnitt:                    | 09.402    | 15.091        | Heimspiele: Merck-Stadion am Böllenfalltor, Darmstadt |